# Phaedyma baweana
Phaedyma baweana är en fjärilsart som beskrevs av Hans Fruhstorfer 1905. Phaedyma baweana ingår i släktet Phaedyma och familjen praktfjärilar. Inga underarter finns listade i Catalogue of Life.